# Normandië
Normandië (Frans: Normandie, Normandisch: Nourmaundie) is een historische Franse provincie, die grofweg overeenkomt met de huidige regio Normandië.

## Geschiedenis

### Noormannen
Normandië ontleent zijn naam, land van de Noor(d)mannen, aan de Noormannen of Vikingen. Zij waren Germanen afkomstig uit Scandinavië die een Noord-Germaanse taal spraken en vanaf ongeveer 800 grootschalig overvallen en plundertochten ondernamen in Europa. Ook het toenmalige Frankische Rijk werd het slachtoffer en de Kanaalkust werd zelfs gekoloniseerd door Noormannen. Hun leider Rollo kreeg in 911 het hertogdom Normandië in leen van de Westfrankische koning Karel de Eenvoudige. De Vikingen waren echter in aantal maar een kleine bovenlaag heersend over de oorspronkelijke bevolking van Normandië, die sinds de tijd der Romeinen Romaanstalig waren. De nieuwe heersers vermengden zich met de al aanwezige Romaanstalige aristocratie. Binnen een paar generaties spraken hun nakomelingen, bekend als Normandiërs alleen nog maar Normandisch wat in essentie een Romaans dialect is. Zo sprak ook Rollo's nakomeling Willem de Veroveraar Normandisch.

### Verovering van Engeland
Nadat Willem de Veroveraar in 1066 Engeland had veroverd, vormden de Normandische edelen de nieuwe toplaag in Engeland. Zij beïnvloedden diepgaand de Angelsaksische taal, waaruit ten slotte het moderne Engels ontstond. 
Omdat Engeland veroverd was vanuit Normandië, is Engeland op papier nog eeuwenlang een leen gebleven van de Franse koningen. In de praktijk was hier echter niets meer van te merken.
Na de Slag bij Bouvines (1214) verloor de Engelse koning Jan zonder Land (die als afstammeling van Rollo ook hertog van Normandië was) het hertogdom aan de Franse koning. De Engelsen zouden Normandië heroveren in 1346, aan het begin van de Honderdjarige Oorlog, na de Slag bij Crécy en in 1415, na de Slag bij Azincourt. In het laatste decennium van die oorlog verloren de Engelse koningen Normandië definitief. De Kanaaleilanden, die tot Normandië behoord hadden, zouden echter Engelse kroondomeinen blijven.

### Verovering van Sicilië en Zuid-Italië
Reeds sinds de jaren 30 van de 11e eeuw waren Normandische krijgers geland in Zuid-Italië. Een gebied dat op de breuklijn lag van drie mogendheden: de pauselijke staten, Byzantium en de Moren. De drie  zonen van Tancred van Hauteville, een Normandische edelman, slaagden erin om ook in Zuid-Italië vaste voet aan de grond te krijgen, door onder meer een leger uit de Duitse gebieden, te hulp geroepen door de paus, te verslaan. Een van die zonen was Robert, bijgenaamd Guiscard. Robert Guiscard was de grondlegger van een Normandische dynastie en eerste hertog van Apulië. Zijn stiefbroer Rogier I, zou op vraag van de paus Sicilië veroveren op de Moren. Uiteindelijk groeiden Napels, Apulië en Sicilië uit tot een Normandisch koninkrijk onder Rogier II. Het werd het machtigste rijk  ten tijde van de kruistochten. Wanneer Italiaanse historici vandaag nog spreken over "il regno", bedoelen zij daarmee het Sicilië onder de Normandiërs. Ook hier pasten de Normandiërs hun beproefde recept van verovering en consolidatie toe. Sicilië groeide al snel uit tot een multi-etnisch koninkrijk met een hoge graad van tolerantie. Koning Rogier II en zijn nazaten stelden zich op als mecenassen van de wetenschap, filosofie en kunst en vrijheid van godsdienst was verzekerd onder hun heerschappij.

### Nieuwe tijd
Normandië was reeds een toeristische bestemming in het begin van de 19e eeuw. In de zomer van 1825 telde Dieppe al een 600-tal Engelse residenten. In 1830 illustreerde de Britse schilder William Turner een eerste toeristische gids over Normandië: Romantic Normandy.
Door de industriële revolutie groeiden de steden buiten proportie. Men kreeg een behoefte aan natuur, verse lucht, water en rust. Na de aanleg van een spoorwegnetwerk van Parijs naar Dieppe, Étretat en andere bestemmingen werden nieuwe badplaatsen gecreëerd zoals Trouville en Deauville.

### Tweede Wereldoorlog
Normandië speelde in de Tweede Wereldoorlog een hoofdrol vanwege de landing van de geallieerde troepen op de Stranden van het Departement Calvados op D-Day (6 juni 1944). De stranden kregen de namen Utah, Omaha, Gold, Juno en Sword. De aanval stond bekend onder de naam Operatie Overlord. In de gevechten om Normandië leden met name de steden Caen en Saint-Lô zware schade. In augustus 1944 waren de ergste gevechten voorbij. Op 12 september werd Le Havre bevrijd.

### Historische provincies
Na de Franse Revolutie werd Frankrijk ingedeeld in departementen. De oude provincie Normandië werd verdeeld in de vijf huidige departementen. Het oude graafschap Perche werd verdeeld over de departementen Eure-et-Loir en het Normandische departement Orne (en met kleine gebieden aan Eure, Sarthe en Loir-et-Cher).
|  | ■ Normandië ■ Perche ■ Historisch Normanische gemeenten in overige departementen |

## Demografie
In Normandië wonen 3,3 miljoen mensen. De grootste steden zijn Rouen, Le Havre, Caen, Cherbourg en Évreux. Rouen is tegenwoordig de hoofdstad van geheel Normandië, net als voor 1956. De regionale raad van Normandië zetelt echter in Caen, de voormalige hoofdstad van Basse-Normandie.

## Klimaat
Normandië heeft een gematigd zeeklimaat. Het klimaat wordt beïnvloed door het Kanaal en de Atlantische Oceaan. De klimaatgegevens zijn van Météo France meetstation in Rouen.
| Maand                  | jan   | feb   | mrt   | apr  | mei  | jun  | jul  | aug  | sep  | okt  | nov  | dec   | Jaar  |
| ---------------------- | ----- | ----- | ----- | ---- | ---- | ---- | ---- | ---- | ---- | ---- | ---- | ----- | ----- |
| Hoogste maximum (°C)   | 14,7  | 18,9  | 22,3  | 26,4 | 30,0 | 34,2 | 37,9 | 38,1 | 31,3 | 28,0 | 20,3 | 15,6  | 38,1  |
| Gemiddeld maximum (°C) | 6,4   | 7,3   | 10,8  | 13,7 | 17,3 | 20,3 | 22,8 | 22,8 | 19,5 | 15,0 | 9,9  | 6,6   | 14,4  |
| Gemiddeld minimum (°C) | 1,1   | 1,1   | 3,2   | 4,7  | 8,1  | 10,7 | 12,8 | 12,8 | 10,4 | 7,8  | 4,1  | 1,7   | 6,6   |
| Laagste minimum (°C)   | −17,1 | −13,4 | −10,4 | −4,8 | −2,2 | 1,1  | 5,9  | 5,0  | 2,1  | −3,2 | −8,3 | −11,3 | −17,1 |
|                        |       |       |       |      |      |      |      |      |      |      |      |       |       |
| Neerslag (mm)          | 76,3  | 60,4  | 67,1  | 59,2 | 74,3 | 63,7 | 68,9 | 65,1 | 65,5 | 83,5 | 76,8 | 90,9  | 851,7 |
| Regendagen (dag)       | 13,0  | 10,3  | 11,9  | 10,7 | 11,8 | 9,5  | 9,4  | 9,0  | 9,7  | 12,4 | 13,0 | 13,0  | 133,7 |
| Bron: Météo France     |       |       |       |      |      |      |      |      |      |      |      |       |       |

## Cultuur
De streek heeft culinair een bekende klank als producent van bekende kazen als de camembert, de pont l'Évêque en de livarot, van de appels en van dranken als calvados, cider en pommeau. Een klein deel van de bevolking spreekt de Normandische streektaal nog.

## Toerisme
Normandië telt een veelheid aan toeristische bezienswaardigheden, waaronder vier werelderfgoed-monumenten en -sites: de Mont-Saint-Michel (3 miljoen bezoekers per jaar), het wandtapijt van Bayeux uit de 11e eeuw, het centrum van Le Havre dat door de architect Auguste Perret na de Tweede Wereldoorlog in modernistische stijl werd heropgebouwd en de vestingwerken van Vauban in Saint-Vaast-la-Hougue en op het eiland Tatihou. Andere bekende toeristische trekpleisters zijn de landingsplaatsen-stranden van D-Day (1,7 miljoen bezoekers voor het Amerikaanse kerkhof van Colleville-sur-Mer), het huis en de tuin van de impressionistische Franse schilder Claude Monet in Giverny (485.000 bezoekers in 2010) en de klippen van Étretat.
Buitenlandse bezoekers komen hoofdzakelijk uit Groot-Brittannië (951.000 overnachtingen in 2010), gevolgd door de Nederlanders (743.000 overnachtingen in 2010) en ten slotte de Belgen (405.000 overnachtingen in 2010).
Veel rijke Fransen en Britse toeristen bezitten een vakantiehuis in Normandië. Zo'n 166.000 adressen door heel de gehele provincie zijn vakantiehuizen. De eigenaren zijn hier vaak 's weekends en 's zomers.

## Afkomstig uit Normandië
- Willem II van Engeland (ca. 1060-1100), koning van Engeland (1087-1100)
- Nicolaas van Oresme (1323-1382), wijsgeer
- Pierre-Simon Laplace (1749-1827), wiskundige en astronoom
- Jean Pierre Blanchard (1753-1809), ballonvaarder
- Alexandre Dumas père (1802-1870), romancier
- Jean-François Millet (1814-1875), schilder
- George Sorel (1847-1922), filosoof
- Jean Dubuffet (1901-1985), beeldend kunstenaar
- Erik Satie (1866-1925), componist en pianist
- Christian Dior (1905-1957), modeontwerper
- Jacques Anquetil (1934-1987), wielrenner
- Pierre Gasly (1996), autocoureur
- Esteban Ocon (1996), autocoureur